# Cosa (geslacht)
Cosa is een geslacht van tweekleppigen uit de familie van de Philobryidae.

## Soorten
- Cosa auriculata Laseron, 1953
- Cosa awamoana (Laws, 1941) †
- Cosa bordaensis (Cotton, 1931)
- Cosa brasiliensis Klappenbach, 1966
- Cosa caribaea Abbott, 1958
- Cosa celsa (Cotton, 1931)
- Cosa costata (Bernard, 1896)
- Cosa crebreradiata (Cotton, 1931)
- Cosa dispar Powell, 1937
- Cosa filholi (Bernard, 1897)
- Cosa fimbriata (Tate, 1898)
- Cosa inconspicua (Olsson & McGinty, 1958)
- Cosa kaawaensis Laws, 1936 †
- Cosa kinjoi Hayami & Kase, 1993
- Cosa laevicostata Powell, 1933
- Cosa orbicula Laws, 1950 †
- Cosa pacifica (Thiele & Jaeckel, 1931)
- Cosa parallelogramma (Hedley, 1906)
- Cosa paramoea (Bartsch, 1915)
- Cosa pectinata (Hedley, 1902)
- Cosa pharetra Iredale, 1931
- Cosa pileata (Thiele & Jaeckel, 1931)
- Cosa sagana Iredale, 1931
- Cosa scabra (Hedley, 1906)
- Cosa separabilis Laws, 1940 †
- Cosa serratocostata Powell, 1933
- Cosa stephensensis Laseron, 1953
- Cosa tardiradiata (Cotton, 1931)
- Cosa tatei (Hedley, 1901)
- Cosa tholiata Oliver & Holmes, 2004
- Cosa trigonopsis (Hutton, 1885) †
- Cosa uchimae Hayami & Kase, 1993
- Cosa waikikia (Dall, Bartsch & Rehder, 1938)
- Cosa wanganuica Finlay, 1930 †